# التمرد الإسلامي في الساحل

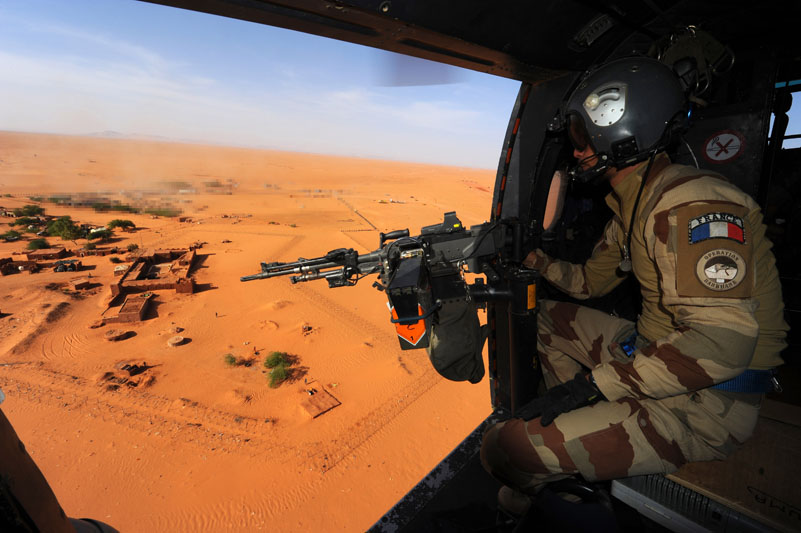
صورة جوية لحصن ماداما - النيجر، نوفمبر 2014

يشير التمرد الإسلامي أو الجهادي في الساحل إلى التمرد الإسلامي بمنطقة الساحل غرب إفريقيا بعد الربيع العربي في عام 2011 حتى يومنا هذا. يدل اسم حرب الساحل على الصراع الممتد في دول مالي والنيجر وبوركينا فاسو خصوصًا.

## الساحل الغربي

### مالي

#### تمرد الطوارق والحرب الأهلية في مالي
أدى تدفق الأسلحة بعد نهاية الحرب الأهلية الليبية عام 2011، إلى تسليح الطوارق خلال تمردهم من أجل المطالبة بمزيدٍ من الحكم الذاتي والاستقلال لوطنهم في شمال مالي، الذي أطلقوا عليه اسم أزواد. دعم الطوارق القذافي في ليبيا إلى حد كبير أثناء الحرب، وما تزال مناطق الطوارق، بما فيها غات، معاقل موالية للقذافي. شرع مقاتلو الطوارق، الذين حاربوا مع القذافي، بالعودة من ليبيا عقب الحرب، متذرعين بتعرضهم للتمييز من قِبل الحكومة الجديدة.
في أكتوبر 2011، تأسست الحركة الوطنية لتحرير أزواد على يد متمردي الطوارق السابقين والمقاتلين الذين عادوا من ليبيا. قاتلت جماعة أخرى يهيمن عليها الطوارق، تُعرف بجماعة أنصار الدين الإسلامية، ضد حكومة مالي أيضًا. لكنها، على عكس الحركة الوطنية لتحرير أزواد، لا تسعى إلى الاستقلال بل إلى فرض الشريعة الإسلامية في جميع أنحاء مالي الموحدة.
في مارس 2012، خُلع الرئيس المالي أمادو توماني توري إثر انقلابٍ بسبب طريقة تعامله مع النزاع. واجتاح المتمردون بعد الانقلاب أكبر ثلاث مدن في شمال مالي: كيدال وغاو وتمبكتو.
في 6 أبريل 2012، قالت الحركة الوطنية لتحرير أزواد إنها حققت أهدافها وأعلنت استقلال أزواد عن مالي.
كانت الحركة الوطنية لتحرير أزواد تتلقى الدعم في البداية من أنصار الدين. ومع ذلك، بدأت جماعة أنصار الدين فرضَ قوانين الشريعة الصارمة في الأراضي المحتلة، وتعاونت معها جماعات إسلامية أخرى، كان من بينها حركة التوحيد والجهاد في غرب إفريقيا، مجموعة منشقة عن تنظيم القاعدة في بلاد المغرب الإسلامي. وسرعان ما دخلوا في صراع مع الحركة الوطنية لتحرير أزواد. بحلول يوليو 2012، كانت الحركة الوطنية لتحرير أزواد قد فقدت السيطرة على شمال مالي بمعظمه لصالح الإسلاميين.
تقدمت القوات الإسلامية بحلول يناير 2013 مسافة 600 كيلومتر من العاصمة وكانت على وشك السيطرة على مدينة موبتي الرئيسية. بدأت الحركة الوطنية لتحرير أزواد محادثات سلام لإعادة التنظيم مع حكومة مالي في حين أطلق الجيش الفرنسي عملية سرفال في 11 يناير، وتدخل في النزاع. ساعدت الحملة الجوية الفرنسية حكومة مالي على صد تقدم الإسلاميين، مما سمح لهم باستعادة مدن تمبكتو وغاو وكيدال الرئيسية. بحلول نهاية مايو 2013، تعين على القوات الإسلامية والطوارق التراجع إلى صحراء شمال شرق مالي.

#### التدخلات الأجنبية
انتهت عملية سرفال في يوليو 2014. وبدأت عملية برخان بعد فترة وجيزة في 1 أغسطس 2014 «لضمان أمن دول الساحل، وفي الواقع أمن فرنسا».
خلال الأيام الأولى من شهر يناير 2022، وبعد عدة أشهر من الشائعات والمفاوضات، انتشر في مالي مئاتٌ من عناصر المرتزقة الروس التابعين لمجموعة فاغنر، بالإضافة إلى جنود من الجيش النظامي الروسي.

### انتشار التمرد إلى دول أخرى

#### النيجر
تواجه النيجر حركات تمرد جهادية في أراضيها الغربية (نتيجة تداعيات حرب مالي) وفي منطقتها الجنوبية الشرقية (نتيجة لانتشار التمرد الإسلامي في نيجيريا). بدأ التمرد في غرب البلاد بهجمات في عام 2015 واشتد اعتبارًا من عام 2017. نُفذت العمليات الهجومية في البلاد بوتيرة أكبر منذ عام 2021.

#### بوركينا فاسو
امتد التمرد في منطقة الساحل إلى بوركينا فاسو في عام 2015، إذ بدأ بهجوم على قوات الشرطة شنه أعضاء مزعومون من بوكو حرام. في عام 2016، تصاعدت حدة الهجمات بعد تأسيس الإمام إبراهيم مالام ديكو لجماعة جديدة عُرفت باسم أنصار الإسلام.
في عام 2022، بدأ التمرد في بوركينا فاسو بالانتشار إلى دولتي بنين وتوغو المجاورتان. في 8 فبراير 2022، هاجم المتمردون حديقة دبليو الوطنية في بنين، مما أسفر عن مقتل تسعة أشخاص. في 11 مايو 2022، عبر مسلحون الحدود إلى توغو وقتلوا ثمانية جنود.

## تمرد بوكو حرام والدولة الإسلامية في إمارة غرب إفريقيا
أثمر تعاون جماعة بوكو حرام الإسلامية النيجيرية مع تنظيم القاعدة في بلاد المغرب الإسلامي وممارسة تدريباتها معه في منطقة الساحل منذ عام 2006، فتوسع وجودها في التشاد والنيجر عام 2014 بعد نجاحها في الاستيلاء على أراض نيجيرية خلال التمرد. شن تحالفٌ من دول غرب إفريقيا هجومًا على الجماعة في يناير 2015 التي كانت تسيطر آنذاك على منطقة كبيرة حول بحيرة تشاد. انسحبت الجماعة في النهاية من تحالفها مع القاعدة، وتعهدت بالولاء لتنظيم الدولة الإسلامية في مارس 2015. بحلول نهاية عام 2015، أُجبرت بوكو حرام على التراجع إلى غابة سامبيسا في نيجيريا، رغم استمرار الهجمات، ولا سيما في النيجر.

## الجدول الزمني

### 2012
- 16 يناير - بداية الحرب الأهلية في مالي.

### 2013
- 23 مايو - وقع هجومان انتحاريان في النيجر استهدفا قاعدة عسكرية في أغاديز ومنجم يورانيوم في أرليت.

### 2014
- 11 ديسمبر - قتلت القوات الفرنسية في مالي قائدًا إسلاميًا رفيع المستوى يدعى أحمد التلمسي. كان التلمسي أحد الأعضاء المؤسسين لحركة التوحيد والجهاد في غرب إفريقيا وحصل على فدية قدرها 5 ملايين دولار.[13]

### 2015
- هاجمت القاعدة في بلاد المغرب الإسلامي فندقًا في باماكو، عاصمة مالي، مما أسفر عن مقتل 20 شخصًا واحتجاز 170 آخرين كرهائن.[14][15]
- 28 نوفمبر - هاجم أنصار الدين قوات حفظ السلام التابعة للأمم المتحدة في كيدال مما أسفر عن مقتل جنديين ومقاول مدني.[16]

### 2016
- 15 يناير - هاجم مقاتلون مسلحون بأسلحة ثقيلة مطعم كابتشينو وفندق سبلنديد في قلب واغادوغو عاصمة بوركينا فاسو. بلغ عدد القتلى 30 شخصًا، وأُصيب ما لا يقل عن 56 آخرين؛ أُطلق سراح 176 رهينة إجمالًا بعد هجوم مضاد للحكومة في صباح اليوم التالي مع انتهاء الحصار. قُتل ثلاثة من الجناة أيضًا. كان فندق يبي المجاور تحت الحصار حينها، حيث قُتل مهاجم آخر. ولا بد من الإشارة إلى مقتل النائبين السويسريين السابقين جان نويل ري وجورجي لامون. أعلن المرابطون وتنظيم القاعدة في بلاد المغرب الإسلامي مسؤوليتهما عن الهجوم.[17][18]
- 5 فبراير - شن إسلاميون مجهولو الهوية هجومًا على قاعدة للأمم المتحدة في مالي.[19]
- 11 فبراير - قتل مسلحون إسلاميون مشتبه بهم اثنين من المدنيين وضابط جمارك وأحرقوا سيارة في هجوم على مركز للجمارك في موبتي بوسط مالي.[20]
- 12 فبراير - مقتل خمسة من قوات حفظ السلام التابعة للأمم المتحدة في كيدال بمالي وإصابة أكثر من 30 آخرين في هجوم للمتمردين.[21]
- 15 فبراير - أكد تنظيم القاعدة في بلاد المغرب الإسلامي مقتل المتحدث باسم الحركة عمر ولد حماها في غارة جوية فرنسية.
- 23 فبراير - هاجم مسلحون نقطة تفتيش في جنوب غرب مدينة تمبكتو بمالي خلال الليل مما أسفر عن مقتل ثلاثة جنود وإصابة اثنين آخرين.[22]
- 1 مارس - قيل إن قوات خاصة فرنسية نفذت غارتين منفصلتين أسفرتا عن مقتل القائد الإسباني للقاعدة في بلاد المغرب الإسلامي أبو النور الأندلسي ومقاتلين اثنين من المرابطين.[23]
- 6 مارس - أعلنت أنصار الدين مسؤوليتها عن أربع هجمات في مختلف أنحاء مالي وتفجير ثلاث مركبات تابعة للأمم المتحدة في كيدال وتيسليتنير وأغيلوك وهجوم على معسكر للأمم المتحدة في كيدال بالصواريخ، وفي الوقت نفسه وافق وزراء دفاع منطقة الساحل الجرداء في غرب إفريقيا على التعاون من أجل تشكيل قوات خاصة للردع السريع بهدف مواجهة التهديد المتزايد من القاعدة والمتشددين التابعين للدولة الإسلامية.[24]
- 10 مارس - وافقت عشائر الطوارق المتحاربة في شمال مالي على وقف الأعمال العدائية بعد أن أدت أعمال العنف المتبادلة إلى مقتل العشرات منذ بداية العام.
- 13 – 14 مارس - حادثة إطلاق النار في غراند بسام 2016: هاجم تنظيم القاعدة في بلاد المغرب الإسلامي والمرابطون بلدة غراند بسام في ساحل العاج، مما أسفر عن مقتل 18 شخصًا على الأقل، من بينهم 3 عناصر من القوات الخاصة في البلاد، و4 سياح أوروبيين. قُتل أيضًا 3 من المهاجمين الستة.